# 零士
零士（れいじ、1967年2月5日 - ）は、日本の実業家、タレント。静岡県掛川市出身。元ホスト。本名、戸塚 孝司（とつか たかし）。

## 来歴
高校中退後テキヤと水商売を始める。1986年12月（19歳9カ月）で、新宿・歌舞伎町のホストクラブ「クラブ愛」本店に入店。半年後、系列店の「ニュー愛」に移籍。「ニュー愛」では12年連続NO.1ホストを務める。
1999年に独立し、歌舞伎町にホストクラブ「Dios」をオープンさせた。2001年、六本木に移転し「PLAYER'S CLUB Dios」をオープン。ホスト業の傍ら、元祖カリスマホストとして数多くのテレビ番組に出演した。
また、2004年1月には、世界的経済紙「フォーブス」に「年間1000万ドル売り上げる起業家」として取り上げられた。
現在は、タレントプロデュース、経営戦略コンサルティング等を主な業務とする株式会社ドアマウンド、ホストクラブ経営を主な業務とする株式会社アールコーポレーションの社長を務める。

## 人物
- 1997年4月2日から1998年5月28日、TBSで毎週水曜日深夜に放送されていたTOKIOがレギュラーのバラエティ番組TOKIO HEADZ!に出演。「松岡昌宏がモテない男たちを救済する」という企画内での「ガブガブいっちゃうよ〜！」という発言がブレイクのきっかけとなった。
- 1998年4月から2001年3月までTBSで放送された浅草キッド進行による未来ナース に出演。初期の出演者であった遠藤久美子とコーナーを持っていた。
- 2000年5月から7月まで、コピーライターの糸井重里が主催する「ほぼ日刊イトイ新聞」に登場し対談している。
- 2002年、アフガンに救急車を送るチャリティーイベント「元美少年チャリティーナイト」[2]にアドバイザーとして出演。

## 主な出演作品

### テレビ
- 未来ナース （1999年 レギュラー出演 TBS）
- ジャスト 「亭主改造計画」（1998年9月 –2003年 TBS）
- TOKIO HEADZ!（1997年 –1998 TBS）
- とんねるずの生でダラダラいかせて!!（1991年-2001年）（日本テレビ）
- 夜王（2005年5月11日、TBS）-ホスト役監修

### ドラマ
- 20歳の結婚第5話（2000年7月6日-9月14日、TBS）

### CM
- プレイステーションゲーム『いただきストリート ゴージャスキング』（1998年）

### ビデオ・DVD
- ホストキング 新宿王 (2000年)　主演
- 銀の男 六本木ホスト伝説（2001年）91分 カラー （プロフェッショナルマネージメント／原作：本宮ひろ志、監督・脚本・編集：高橋玄）-零士 役

### CD
- ホスト王零士TRANCE 〜ガブガブBEST HITS by Dios〜（2006年）

### 書籍
- NO.1ホストの恋愛バトルロワイアル戦書　ガブガブいっちゃえ！（1999年 三天書房）
- ホスト王のその気にさせる心理戦術（2001年、青春出版社)
- ホスト王の必ずYESと言わせる心理戦術（2002年、青春出版社）
- ホスト王に学ぶ82の成功法―努力できるのも、才能だ。（2001年、総合法令出版）中谷彰宏著
- 伝説のホストに学ぶ82の成功法則-仕事と恋愛でナンバーワンになろう（2011年、総合法令出版）中谷彰宏著（上記2冊は中谷彰宏の著作で、中谷が零士のノウハウを聞きだすという内容になっている）